# Râul Botfei
Râul Botfei sau Râul Agriș este un curs de apă, afluent al râului Beliu. 

## Hărți
- Harta interactivă județul Arad
- Harta munții Apuseni

1. ↑  Geographic Names Server, 11 iunie 2018